# Centropus bengalensis
Cucal-pequeno ou cucal-bengali (Centropus bengalensis) é uma espécie de cucos da família Cuculidae.
Pode ser encontrada nos seguintes países: Bangladesh, Butão, Brunei, Camboja, China, Índia, Indonésia, Laos, Malásia, Myanmar, Nepal, as Filipinas, Singapura, Tailândia e Vietname.